# 五峰鄉張學良故居
五峰鄉張學良故居，原是位於臺灣新竹縣五峰鄉桃山村清泉溫泉旁的日式軍官宿舍，為張學良1946年到1957年的軟禁處，1963年葛樂禮颱風毀去，今建物為原址附近重建。

## 歷史

### 官員宿舍
張學良在五峰鄉清泉溫泉附近的幽禁處，原是臺灣總督府下的勤行報國青年隊新竹訓練所的軍官宿舍，今位於清泉大橋旁橋頭河床。新竹市義警大隊長鄭能水曾在1943年1月來此所接受軍事訓練4個月。依照文物收藏家陳博馨提供的1932年照片，此處還有3排井上溫泉療養所的房子、和網球場。日本戰敗後，該軍官宿舍由陳儀部隊接收。

### 張學良軟禁處

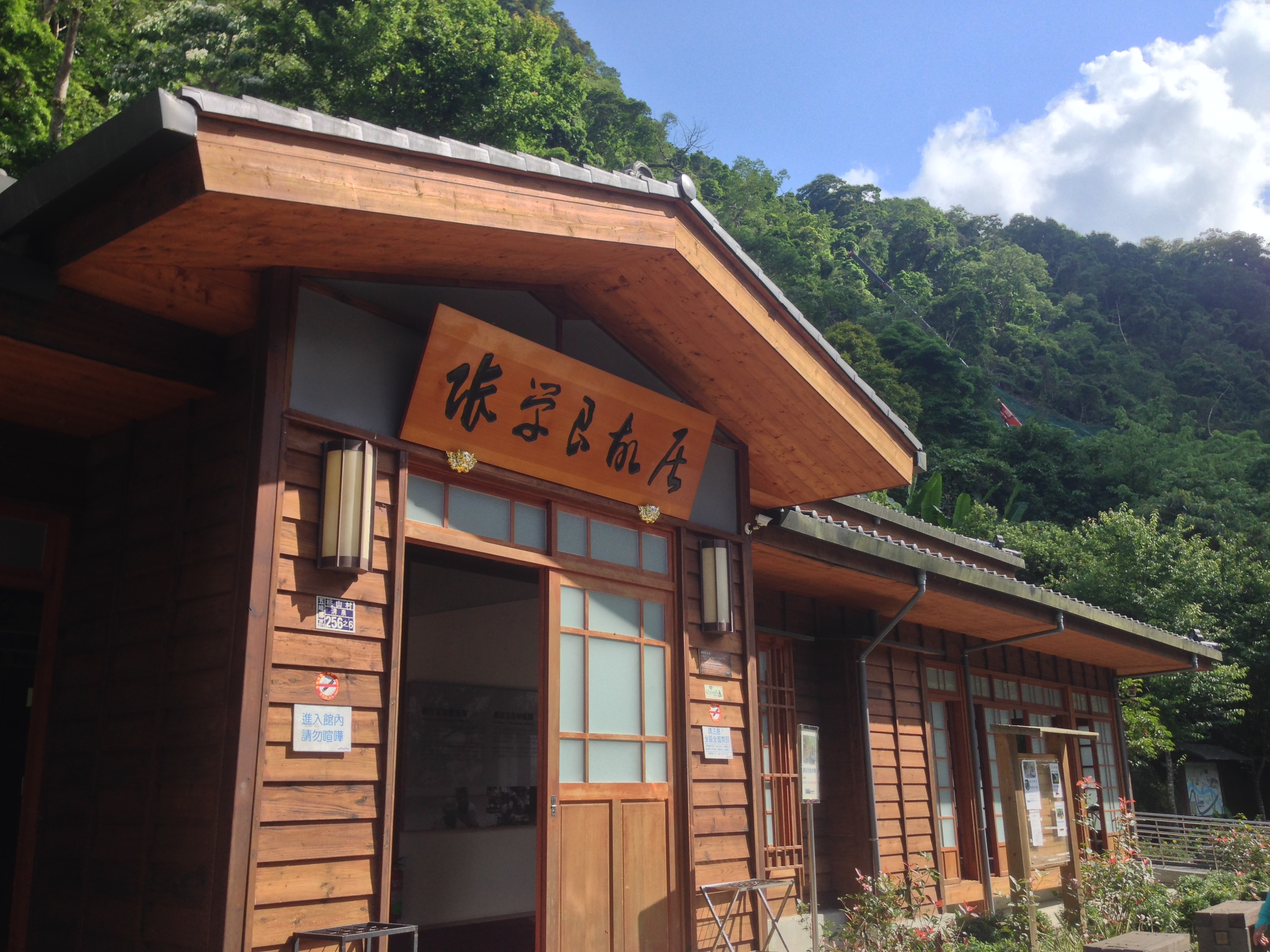
五峰鄉張學良重建故居入口

1946年11月2日早6點，張學良與趙一荻從重慶白市驛機場搭機，途中在8點40分到武漢南湖機場加油，12點15分抵台北松山機場，下午2點15分由新竹縣長劉啟光陪同，約5點半抵新竹市。3日早9點，張學良再由劉啟光縣長夫婦陪同，下午1點抵達五峰鄉的軟禁處。初來的時候，張學良本有陳儀雇來的2名女傭作照料，但幾天後被負責軟禁的劉乙光打發走，且占據張學良住的大房子。軍統局派遣特務隊員10餘員，另有武裝憲兵連作監視。陳若曦的公公曾在此作看守，並定期開軍車至竹東鎮作採買。出入的清泉吊橋兩頭和桃山隧道的入口都有憲兵，晚上逢整點都要敲鐘回應。若有緊急要事，桃山隧道即關閉。該年12月15日，陳儀專程到此拜訪張學良。
1947年，二二八事件期間，吳克泰自述自己想來此救張學良，曾派人去探測地形，但因發現難攻且事變迅速結束而作罷。看管張學良的專勤組編制約20員，其中一個任務就是預防中共等相關單位劫持張學良。當時米飯斷炊下，因泰雅族人帶蕃薯給張學良、趙一荻等人，以至於張學良晚年一再交待兩位侄女一定要代他回去代感謝泰雅族人。二二八事件平定後，當年10月19日，張學良告知張嚴佛說那時負責看守的劉乙光為防劫人，已有立即處死他與趙一荻的殺機。宋瑞樓長兄宋枝發就是於二二八事件期間，以參議員身分去看望張學良，回程在竹東鎮員崠子附近就遭情報局人員逮捕，被關了1個多月。
1947年12月30日，張學良因有張治中帶一家子來看望他，便贈詩「總府遠來義氣深，山居何敢動嘉賓；不堪酒賤酬知己，惟有清茗對此心」。不久，總統蔣中正因張治中見張學良非常不滿，便下手諭說日後要他批准，否則外人不得見張學良。民眾若想到到清泉溫泉，需先申請入山證。
在張學良日常起居上，據1948年5月間來此作伙夫兵的新埔鎮人劉家材回憶，張學良定於早上7時30分吃早點，11點半午餐，晚餐在下午5點開飯。張學良喜歡吃辣與蔥油雞、雞湯。宋子文曾對張學良轉達蔣中正答應張學良在軟禁時，依然可到外面散步、打球、游泳、釣魚，且劉乙光不得限制。之前張學良在桐梓縣軟禁時，會與劉乙光在電廠水庫釣魚。張學良就常去當地林場找身為劉家才舅舅的林場主任呂富年下棋，且還會晚回去用餐。張學良也愛泡溫泉。若生病，他則需一早坐吉普車至竹東換搭轎車，再至情報局掌控的台北市士林地區的醫院看病。專勤組需要撰寫工作日誌，記錄張學良每日生活動態、言行及往來等，定時呈報情治高層與最高當局。
1949年2月，因李宗仁代理總統要求參謀總長顧祝同下達釋放張學良，劉乙光便在毛人鳳請示下，將張學良遷往高雄要塞到1950年元月，後再遷回清泉。
依常居在桃山村的山東人荊捷三指出，張學良對當地人很好。張學良詩作〈憶二二八事變〉就有「衣冠自號文物者，不及高砂古道腸」，感嘆原住民的善良。他與當地人溝通時，會用日語。井上警察駐在所趙旺華主管妻子說張學良還會跳下溪水，和當地小孩一起戲水。在此看守張學良的看守人員也多娶當地的原住民為妻子。
張學良另一個嗜好是收集高檔的收音機，還喜歡每間房間都擺放。1956年11月15日，劉乙光到張學良書房帶來蔣中正警告，不准收聽中共廣播、不許和警衛人員接近。長年軟禁時間，張學良除大部分時間花讚研明史，以詩作〈幽幽清泉夢〉表達被幽禁歲月的心酸。他也曾以附近的井上溫泉為詩，寫下〈夏日井上溫泉即事〉，由趙一荻和原韻「擁被推敲難入夢，靜聽頭前溪水聲」。該年12月3日，張學良在此地所寫的〈西安事變反省錄〉完稿，收錄到《蘇俄在中國》。
1957年春，張學良開始寫回憶錄《雜憶隨感漫錄》。10月24日，張學良夫妻從五峰鄉轉至高雄市西子灣軟禁。

### 颱風毀去
依1959年來此的荊捷三對來訪的郭冠英說，張學良搬離後，國防部保密局也隨之撤走，張學良住房就無人管理。1963年9月11日，葛樂禮颱風，新竹測候所統計的雨量就達500公釐。當天夜半4點許，此屋便因大水改道而毀去。
日久，部落就傳說張學良曾對張嚴佛說「龍走了，水就來了」，附會葛樂禮颱風大水與張學良離去有關。到1988年5月時，桃山村還會收到中國東北地區指名給張學良的來信。清泉風景特定區都市計畫公布後，1991年五峰鄉公所將張學良軟禁處的土地，移撥給雪霸國家公園管理處作雪霸管理中心，卻因腹地不夠大而作罷。

### 異地重建

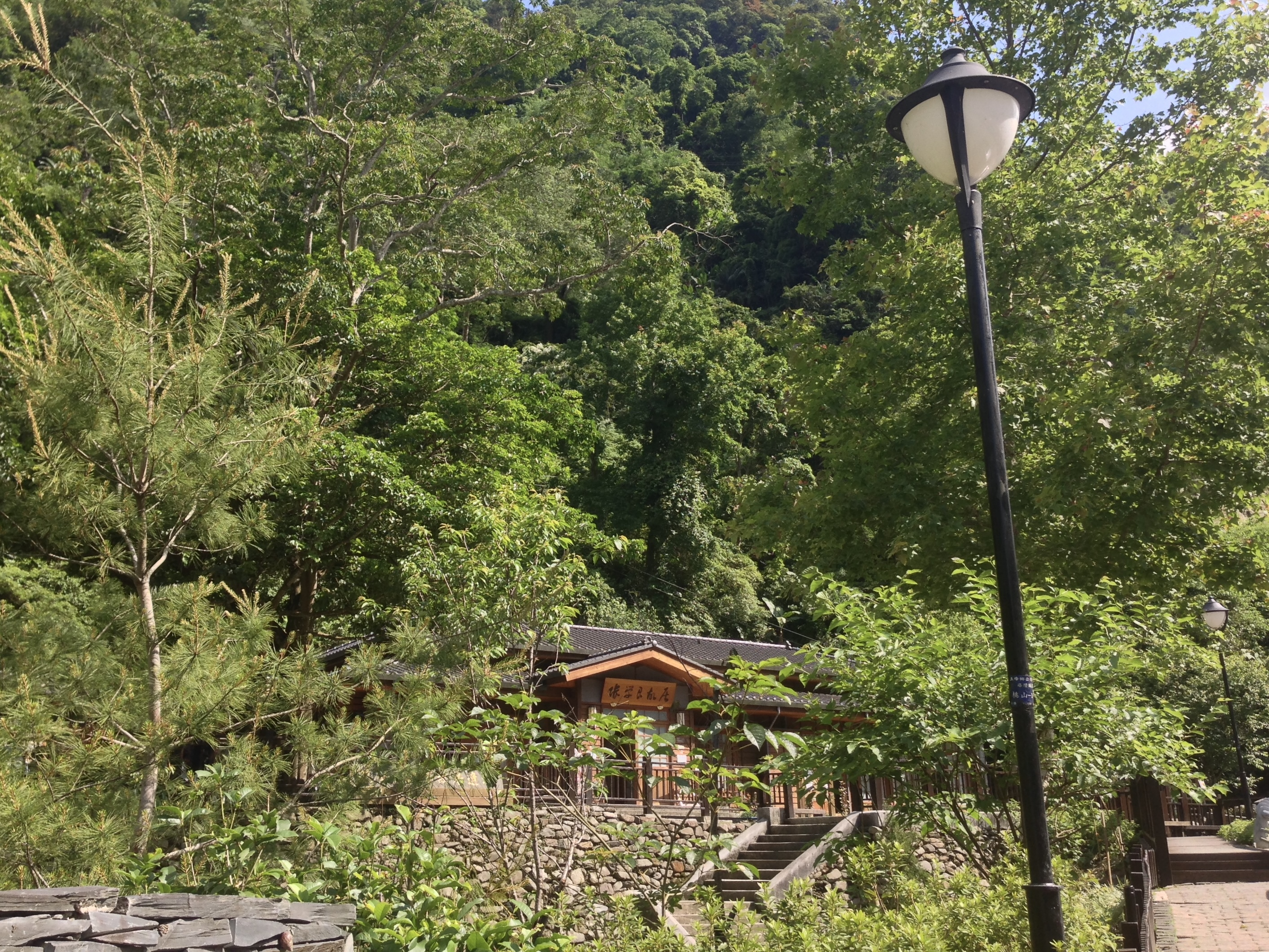
五峰鄉張學良重建故居遠景與河床旁張學良故居遺址石

早於1994年，范振宗新竹縣長任內，計畫在張學良軟禁原處建立紀念文物館。1996年7月17日，范縣長前往探查後，認為張學良史蹟相關資料不甚完整，因此指示計畫應予變更。原先地方還因年代久遠，已無法清楚確認軟禁處是位於清泉大橋左或右岸河床。
2005年6月9日，新竹縣府主秘吳俊福、觀光局長林天俊、文化局副局長何仁昌等人來清泉地區尋找張學良故居和三毛租屋處，研議如何整建成為觀光新景點。2006年8月8日，縣府觀光局長林天俊在主管會報中表示，計畫重建張學良故居，但面臨中央無法補助經費外，更面臨史料收集困難問題。同月12日，立委葉芳雄請國防部長李傑協助提供相關史料。18日，新竹科學園區上「推動園區與新竹縣觀光合作案」臨時動議中，縣府觀光局長林天俊向科管局表示，張學良在五峰鄉的故居卻沒有保存，希望科管局補助新台幣260萬經費作幫忙。9月29日，觀光局發函給雪霸國家公園管理處，通知土地移撥行政作業。10月3日，縣府參議蔡榮光在主管會報中報告，將訪問張學良幽禁期間的清泉派出所主管妻子趙福妹、及軍統局熊仲青副隊長妻子等，以重現張學良故居。11月9日，縣府觀光局長林天俊在議會定期會上，表示已對三毛故居、張學良故居成立推動小組。蔡榮光領導的推動小組就去找當時張學良的廚師劉家材談訪。劉家材退伍後娶五峰鄉大隘村人為妻，在五峰分駐所旁與次子劉興南開設蓬萊小吃館。
2007年5月17日，縣長鄭永金宣布興建張學良與三毛文史紀念館，由觀光局斥資2260萬元進行規畫，另加其他部門進行護岸、修橋、防洪等工程，總經費上億元。縣政府因原址太接近溪流，另覓附近一塊公有地380坪興建地上物。興建工程於2008年6月10日決標，重建編列4700萬元。在蔡榮光與妻子洪惠冠全力蒐羅資料下，終於7月4日動工。藉由清泉派出所主管趙旺華保留1944年的建物照片作為建物重建依據。
2008年12月12日，西安事變七十二周年，由總統馬英九、張學良姪女張閭芝、六妹張懷敏、弟媳張美茜、史文馨及外甥翟魯本、縣長鄭永金等人參與張學良重建故居開幕。重建物約54坪，規畫有書房、客廳、臥室和長廊。展示文物上，獲張學良姪女張閭芝、張閭蘅提供300多張照片。內部擺設張學良寫書法、趙一荻坐在旁邊藤椅看書的蠟像等模型，以表現張學良軟禁日常。桌椅、收音機、縫紉機都依是原先樣式。張學良文化園區啟用後，該建築改為五峰鄉原住民族館，介紹賽夏族文化。
2011年2月19日，遼寧省長陳政高帶團來此，並贈2000萬人民幣供新竹縣府日後擴建成占地30公頃的張學良紀念園區。當時陳政高參訪得知2008年重建地不是原址，即決定捐贈巨款與縣府設立基金會，在舊址重建故居。6月3日，林健成製作的張學良、趙一荻銅像揭幕。
2014年9月20日，張學良文化園區啟用，縣府特邀張學良94歲幼妹張懷敏等人到場。張學良故居也改至上坪溪東岸的新址。